# تاكيو تاكاهاشي
تاكيو تاكاهاشي (باليابانية: 高橋 武夫) (13 مايو 1947 في شيناغاوا في اليابان – )؛ هو لاعب كرة قدم ياباني سابق كان يلعب كمهاجم. سبق له أن لعب مع منتخب اليابان.

## وصلات خارجية
- تاكيو تاكاهاشي على موقع ناشيونال فوتبول تيمز (الإنجليزية)

- National Football Teams
- Japan National Football Team Database